# Grote rotsklever
De grote rotsklever (Sitta tephronota) is een zangvogel uit het geslacht Sitta.

## Verspreiding en leefgebied
Deze soort telt 4 ondersoorten:
- S. t. dresseri: van zuidoostelijk Turkije tot noordelijk Irak en westelijk Iran.
- S. t. obscura: van noordoostelijk Turkije tot de Kaukasus en Iran.
- S. t. tephronota: van oostelijk Turkmenistan tot zuidelijk Kazachstan, Afghanistan en westelijk Pakistan.
- S. t. iranica: noordoostelijk Iran en zuidelijk Turkmenistan.